# Odznaka honorowa „Za Zasługi dla Wynalazczości”
Odznaka honorowa „Za Zasługi dla Wynalazczości” – dwa polskie odznaczenia resortowe nadawane w latach 1995-2000 i ponownie od 2003, jako szczególne wyróżnienie za zasługi w dziedzinie wynalazczości.
Jego ustanowienie zniosło kilka innych z czasów PRL powstałych w 1979: Odznaka „Racjonalizator Produkcji”, Odznaka „Zasłużony Racjonalizator Produkcji” oraz Odznaka „Zasłużony dla Wynalazczości i Racjonalizacji”.

## Lata 1995-2000
Po raz pierwszy odznakę ustanowił 28 listopada 1995 premier Józef Oleksy.
Przyznawał ją Prezes Rady Ministrów z jego własnej inicjatywy, na wniosek ministra, kierownika urzędu centralnego lub wojewody, a także każdego innego, pod warunkiem uzyskania poparcia organizacji społecznej stopnia centralnego lub wojewódzkiego, do której zakresu działania należały sprawy popierania ochrony własności przemysłowej.
Odznaka mogła być nadana obywatelom Polski:
1. twórcom wyróżniającym się znaczącymi osiągnięciami wynalazczymi, które przyczyniły się do rozwoju nauki i techniki, wpłynęły na poprawę efektywności działalności gospodarczej;
2. osobom wyróżniającym się współdziałaniem przy dopracowywaniu i wdrażaniu osiągnięć wynalazczych, jak również przyczyniającym się do ich rozpowszechniania i stosowania;
3. osobom posiadającym szczególne zasługi w popieraniu rozwoju wynalazczości, które aktywną działalnością zawodową i społeczną przyczyniły się do poprawy stanu organizacji i ekonomiki wynalazczości, ochrony własności przemysłowej oraz wykorzystania i upowszechniania innowacji;
4. podmiotom gospodarczym, które osiągają szczególne wyniki w zakresie ilości zgłoszeń, wdrożeń, upowszechniania i ochrony prawnej innowacji;
5. instytucjom i organizacjom wyróżniającym się osiągnięciami w działalności na rzecz rozwoju i popularyzacji ochrony własności przemysłowej.

Cudzoziemcy również mogli otrzymać odznakę, jeśli byli szczególnie zasłużeni dla rozwoju współpracy międzynarodowej w dziedzinie ochrony własności przemysłowej.
Ustawą z dnia 21 stycznia 2000 odznaka została zlikwidowana, wraz z szeregiem innych odznaczeń ministerialnych.

### Wygląd
Odznaka miała kształt stylizowanej, złoconej rozety o średnicy 30 mm. W środku rozety, na okrągłej, czerwono emaliowanej tarczy umieszczone były wypukłe, pozłacane kontury: koła zębatego, cyrkla kreślarskiego, kalkulatora i kolby chemicznej. W otoku tarczy na biało emaliowanym tle znajdował się złocony napis: „ZASŁUŻONY DLA WYNALAZCZOŚCI”. Odwrotna strona rozety była gładka i złocona. Rozeta zawieszona była na prostokątnej, poziomej klamrze o wymiarach 10x25 mm. Klamra posiadała jednakowej szerokości poziome emaliowane paski w kolorze białym i czerwonym. Odznaka wykonana była z tombaku.

## Od 2003
Odznaczenie zostało ustanowione ponownie 27 maja 2003 przez premiera Leszka Millera.
Odznaka przyznawana jest przez Prezesa Rady Ministrów z jego własnej inicjatywy, na wniosek ministra, kierownika urzędu centralnego, wojewody lub marszałka województwa albo każdego po uzyskaniu akceptacji organu organizacji samorządu zawodowego lub gospodarczego bądź organizacji społecznej stopnia krajowego lub wojewódzkiego, do której zakresu działania należą sprawy popierania wynalazczości.
Odznaka może być nadana:
1. twórcom projektów wynalazczych wyróżniającym się znaczącymi osiągnięciami w zakresie dokonywania projektów wynalazczych, które przyczyniły się do rozwoju nauki i techniki oraz wpłynęły na poprawę efektywności działalności gospodarczej;
2. osobom fizycznym wyróżniającym się współdziałaniem przy opracowywaniu i wdrażaniu projektów wynalazczych, zwłaszcza dotyczących rozwiązań w zakresie nowej techniki, osobom przyczyniającym się do popularyzacji twórczości technicznej, jak również do uzyskiwania i egzekwowania praw własności przemysłowej;
3. osobom fizycznym posiadającym szczególne zasługi w popieraniu wynalazczości, które aktywną działalnością zawodową i społeczną przyczyniły się do poprawy stanu organizacji i ekonomiki wynalazczości w przedsiębiorstwach;
4. jednostkom organizacyjnym, które osiągnęły szczególne wyniki w zakresie wprowadzania nowej techniki i zapewniania skutecznej ochrony prawnej stosowanych rozwiązań przez uzyskiwanie ochrony patentowej oraz innych praw własności przemysłowej, a także w zakresie obrotu prawami wyłącznymi;
5. instytucjom, organizacjom i stowarzyszeniom wyróżniającym się osiągnięciami na rzecz rozwoju i popularyzacji wynalazczości.

### Wygląd
Odznakę stanowi okrągły medal o średnicy 32 mm, wykonany z tombaku złoconego i naturalnego bursztynu. Na awersie w otoku z majuskułowym napisem RZECZPOSPOLITA POLSKA znajduje się ażurowe koło z bursztynu, wewnątrz którego widnieje wizerunek godła państwowego; na rewersie w zaznaczonym okręgu jest umieszczony czterowierszowy majuskułowy napis ZA ZASŁUGI DLA WYNALAZCZOŚCI.
Zawieszenie stanowi poprzeczka o wymiarach 14 × 24 mm, z trzech stylizowanych liści wawrzynu na podstawie z liści akantu ujmujących kółko połączone łącznikiem z drugim kółkiem w liściu akantu wieńczącym medal. Na odwrotnej stronie poprzeczki znajduje się zapięcie.